# Gruszyczka średnia
Gruszyczka średnia (Pyrola media Sw.) – gatunek rośliny należący do rodziny wrzosowatych (Ericaceae). Występuje w Azji i Europie. W Polsce występuje w rozproszeniu na terenie całego kraju.

## Rozmieszczenie geograficzne

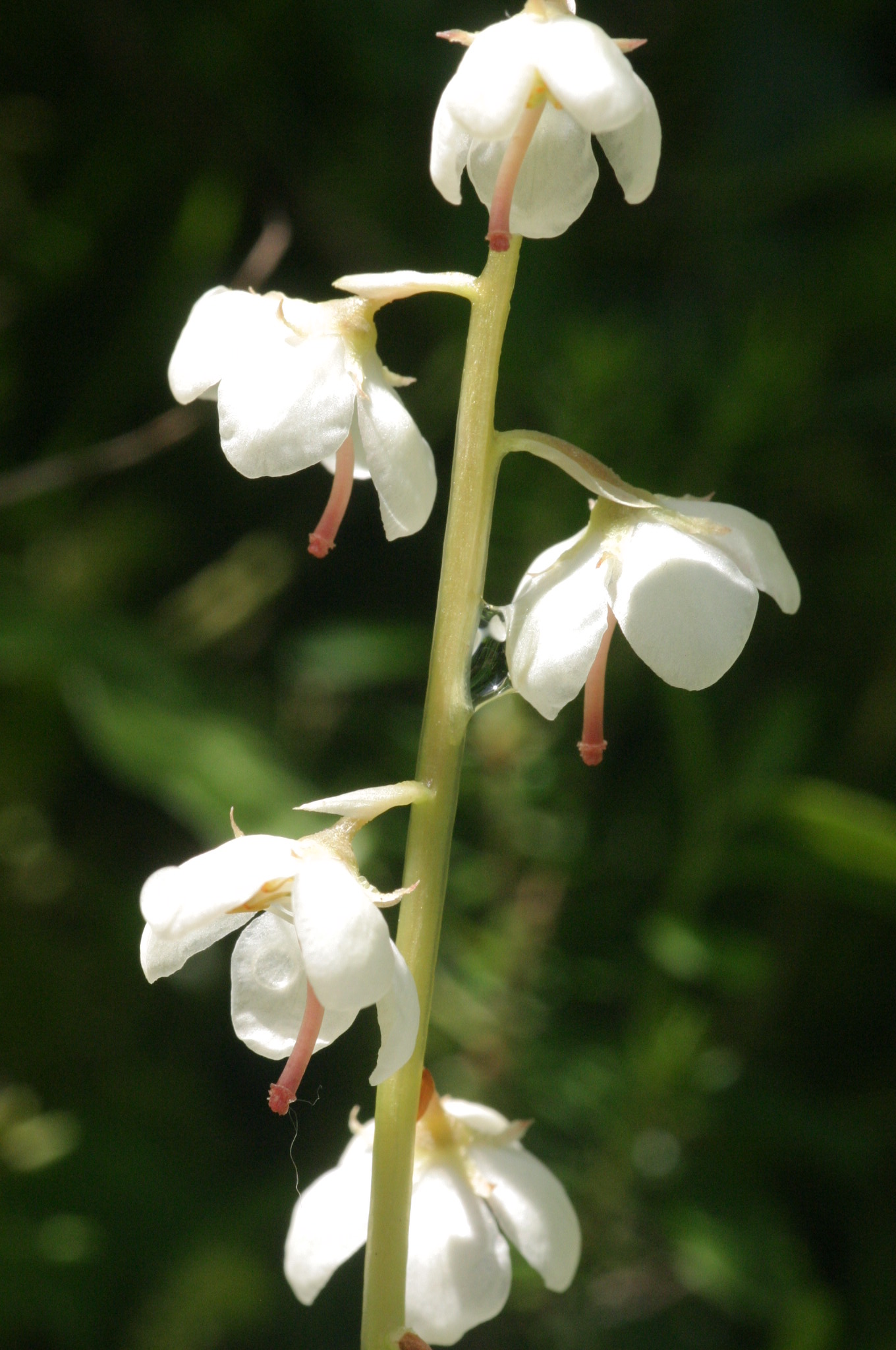
Kwiatostan

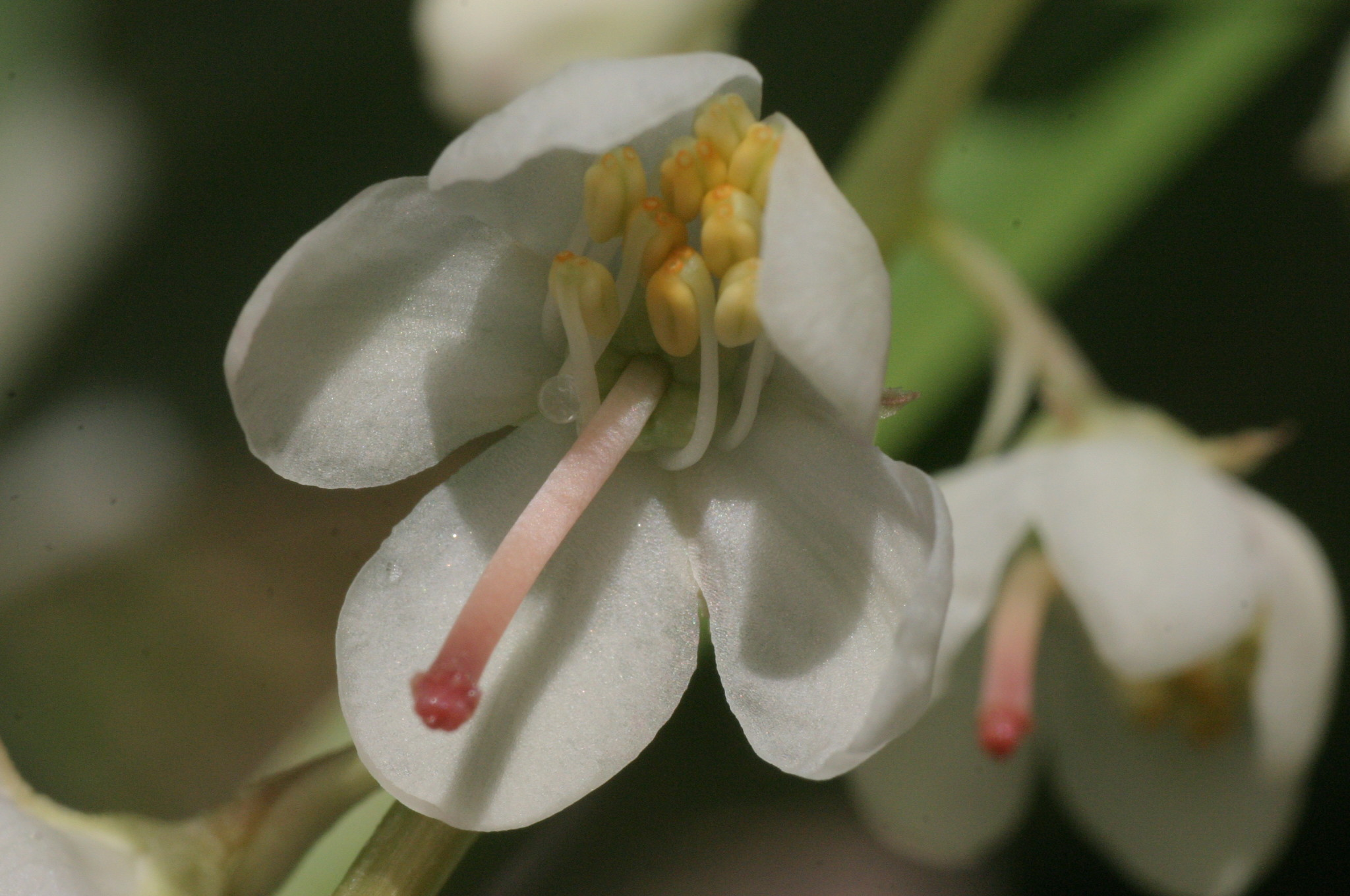
Kwiat

Zasięg gatunku obejmuje tereny Azji (Azerbejdżan, Jilin i Sinciang w Chinach, Gruzja, Krasnojarsk, Kaukaz Północny, zachodnia Syberia) i Europy (Austria, Białoruś, Bułgaria, Czechy, Dania, Estonia, Finlandia, Francja, dawna Jugosławia, Litwa, Łotwa, Niemcy, Norwegia, Polska, Rosja, Rumunia, Szwajcaria, Szwecja, Ukraina, Węgry, Wielka Brytania, Włochy).

## Morfologia
ŁodygaDo 25 cm wysokości.
LiścieOkrągławojajowate, karbowano ząbkowane.
KwiatyKulistawo zamknięte, białawe, zebrane we wszechstronne grona. Działki kielicha szerokolancetowate. Korona kwiatu długości 6-8 mm. Szyjka słupka prosta, osadzona skośnie do zalążni, po przekwitnieniu od niej dłuższa. Pręciki równomiernie nachylone do słupka. Pyłek w tetradach.

## Biologia i ekologia
Bylina. Rośnie w lasach iglastych. Kwitnie od maja do sierpnia.

## Zagrożenia i ochrona
Roślina umieszczona na Czerwonej liście roślin i grzybów Polski (2006) w grupie gatunków rzadkich, potencjalnie zagrożonych (kategoria zagrożenia R). W wydaniu z 2016 roku otrzymała kategorię DD (stopień zagrożenia nie może być określony).
Objęta ochroną częściową, na podstawie Rozporządzenia Ministra Środowiska z dnia 9 października 2014 r. w sprawie ochrony gatunkowej roślin.